# Jupiter Strike
Jupiter Strike (Zeitgeist au Japon) est un jeu vidéo de type shoot them up en 3D, sorti en 1995 sur PlayStation. Le jeu a été développé par Taito et édité par Taito et Acclaim.

## Système de jeu
Le joueur prend contrôle d'un avion de combat futuriste qui possède deux armes principales. Contrairement aux autres jeux de type shoot them up, il n'existe pas de bonus qui permet d'améliorer les armes.

## Accueil
- IGN : 2/10[1]